# Château Margaux

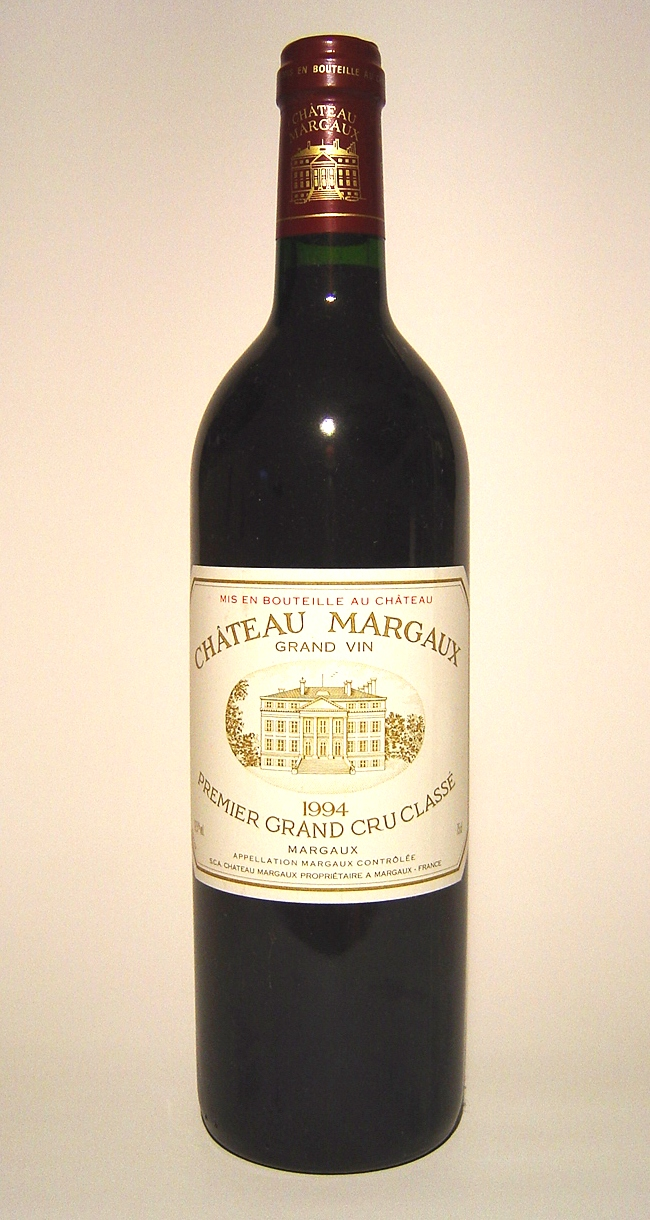
Botella de Margaux94.

Château Margaux es un viñedo de la región de Burdeos, en Francia y, dentro de ella, pertenece al Médoc. Es uno de los cinco vinos dentro de la categoría de primeros crus en la Clasificación Oficial del Vino de Burdeos de 1855. El château se encuentra en la comuna francesa de Margaux en la región de Médoc, departamento de la Gironda. El viñedo se encuentra sobre terreno de gravas en la orilla izquierda del estuario de la Gironda. Está en la denominación AOC Margaux. La actriz Margaux Hemingway debía su nombre a este vino. En el siglo XIX perteneció al banquero sevillano y aristócrata afrancesado Alejandro María Aguado, protector de Gioachino Rossini.

## Historia

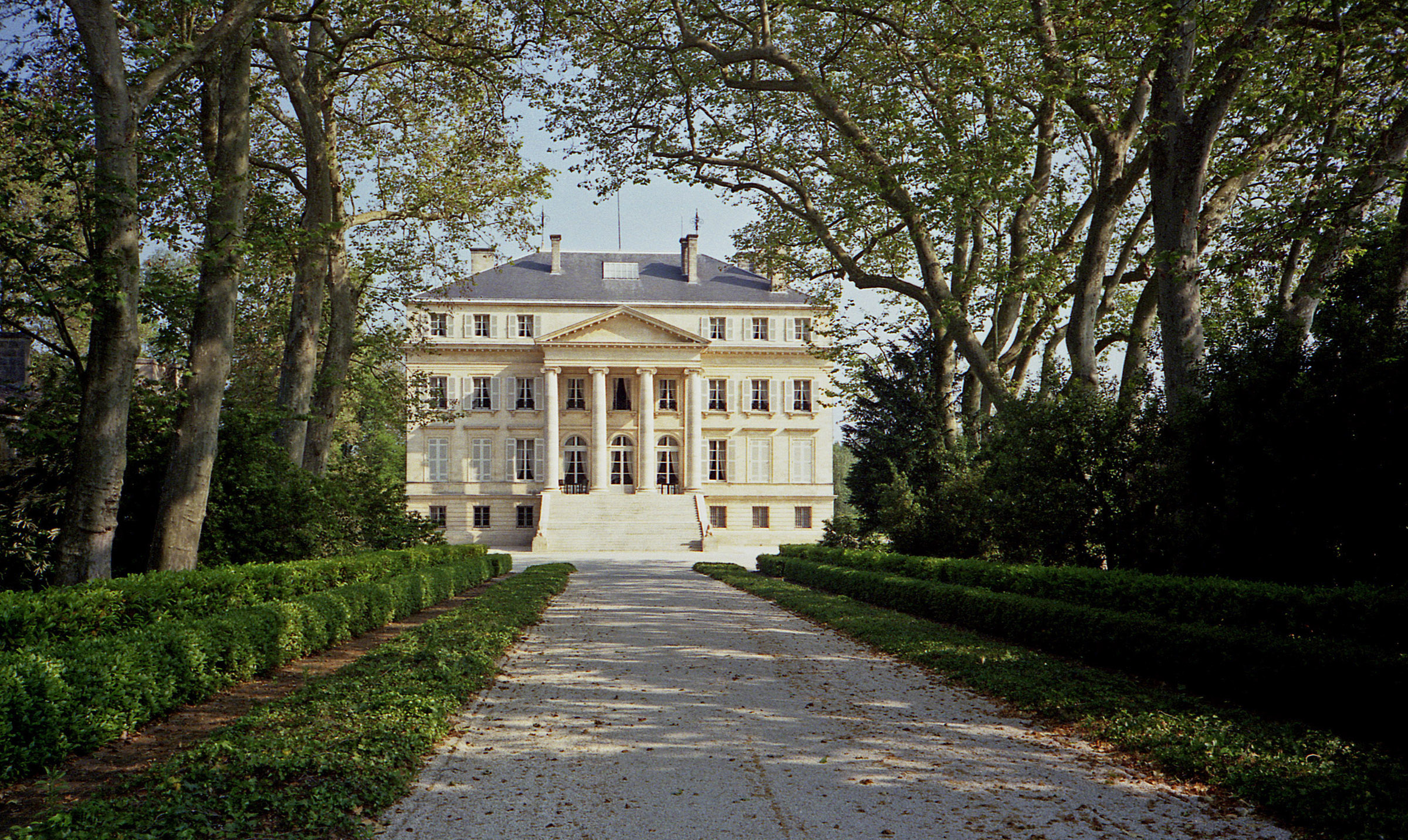
Château Margaux

La finca se ha ocupado al menos desde el siglo XII, pero solo empezó a producirse vino de manera importante a partir del siglo XVI, con la llegada de la familia Lestonnac. Para el año 1700 la finca abarcaba su extensión actual de 265 hectáreas y las 78 ha dedicadas a vid han permanecido esencialmente sin cambios desde entonces.
En el siglo XIX era un vino famoso, mencionado por Thomas Jefferson en su clasificación personal. Su estatus se vio confirmado por la clasificación de 1855.
El château en sí de la finca fue completamente reconstruido en 1818 por encargo de Bertrand Douat, marqués de la Colonilla. Dio como resultado un palacio de planta cuadrada con peristilo en estilo palladiano al que se ha llamado el "Versalles de Médoc". En 1879, Frédéric Pillet-Will adquirió el viñedo de château Margaux perteneciente a los herederos del banquero español Alejandro Aguado, marqués de las Marismas del Guadalquivir. Invirtió sumas importantes en la propiedad, pero sus esfuerzos se resintieron por la filoxera. Es entonces cuando se lanza un segundo vino creando el Pavillon rouge de château Margaux.
En los años 1970 se vendió al grupo Félix Potin, encabezado por el griego André Mentzelopoulos. A comienzos de los años 1990 se pactó un intercambio de participaciones con la familia Agnelli pero la dirección quedó en manos de la hija de Mentzelopoulos, Corinne. En 2003, Corinne Mentzelopoulos volvió a adquirir la mayor parte de la participación y se convirtió en única propietaria de Château Margaux.

## Vino

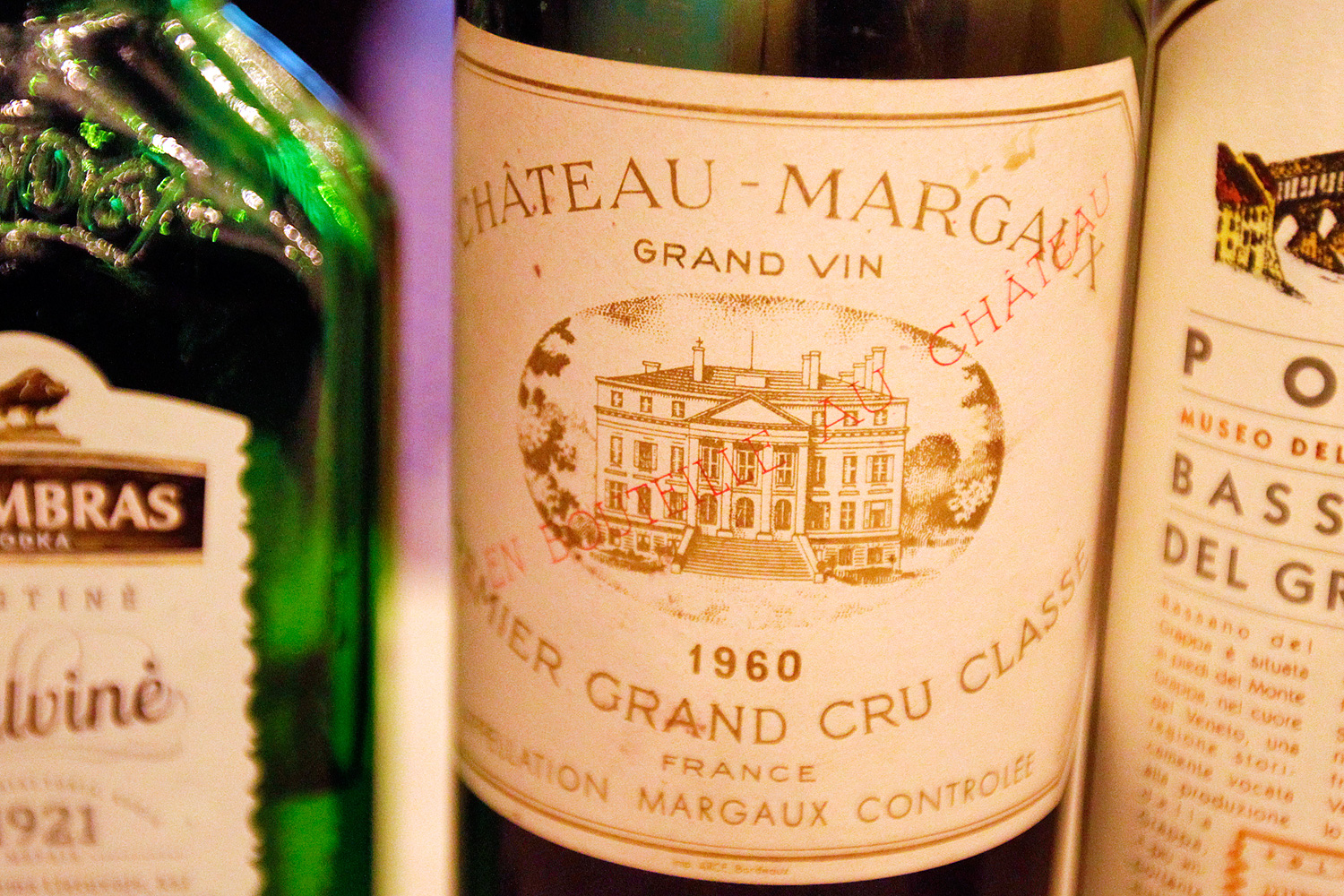
Château Margaux (1960)

Usualmente, el vino Château Margaux se elabora con un 75% de uva cabernet sauvignon, 20% merlot, 3% petit verdot y 2% cabernet franc. Es uno de los vinos más caros del mundo, costando alrededor de 1750 dólares la botella cuando aún está en barrica. Se hacen alrededor de 30.000 cajas por año, con la producción dividida entre el famoso Premier Cru y el segundo vino Pavillon Rouge. Una pequeña cantidad de sauvignon blanc se cultiva también para hacer el vino Pavillon Blanc, vendido bajo la denominación de origen genérica Burdeos. La edad media de la vid en Château Margaux es 35 años.